# Dion Boucicault
Dionysius Lardner "Dion" Boucicault (de nacimiento Boursiquot; Dublín, 26 de diciembre de 1820 - Nueva York, 18 de septiembre de 1890) fue un actor y dramaturgo irlandés.

## Vida

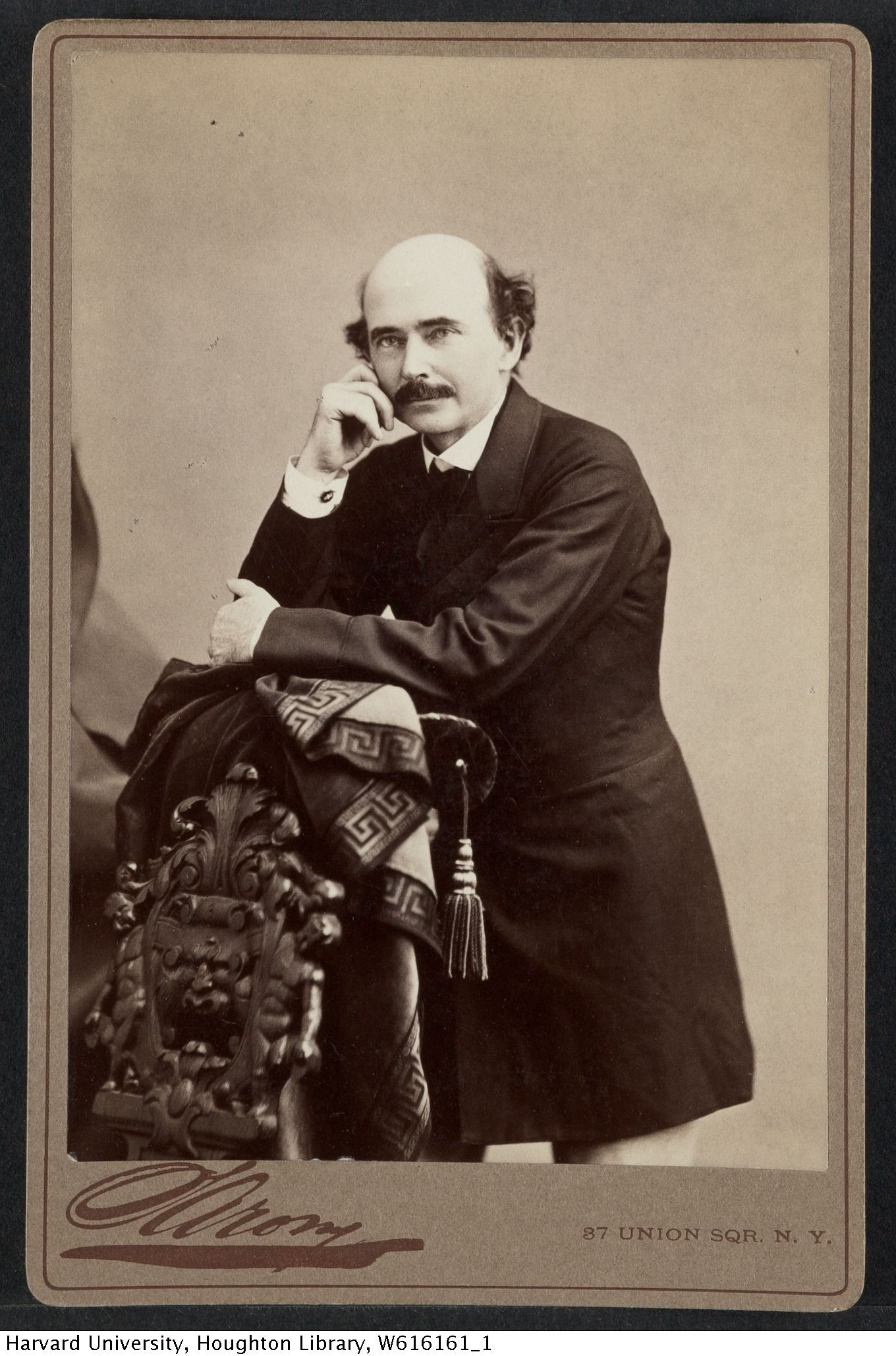
Fotografía de Dion Boucicault de fecha no determinada.

Boucicault nació en Dublín el 26 de diciembre de 1820 (según otras fuentes, el 20 de diciembre de 1822 o el 26 de diciembre de 1822), hijo menor de Samuel Boucicault, un conocido comerciante y refugiado francés, y de madre irlandesa. Sus hermanos mayores, George y Arthur, obtuvieron fama y fortuna en la prensa colonial de Australia como propietarios y editores de periódicos. El difunto George Darley, poeta dramático y ensayista, era tío de estos hombres, por lo que se puede decir que la literatura es hereditaria en su familia. Su tutor en su infancia fue Dionysius Lardner, a quien debía su nombre y quien mostraría un interés casi paternal por él. Fue educado en parte en Dublín y en parte en la escuela de Thomas Wright Hill en Bruce Castle (Tottenham), y estudió en el University College de Londres con su tutor, el Dr. Lardner.
Se casó, en enero de 1853, con Miss Agnes Robertson, hija adoptiva de Charles Kean y actriz de una inusual aptitud. Desde 1853 hasta 1859 estuvo en los Estados Unidos, donde siempre gozó del favor del público, y donde su popularidad era apenas menor de lo que había sido en Inglaterra. En 1862 abrió un nuevo teatro en Londres, el Westminster; pero esta especulación terminaría de manera desafortunada. Posteriormente recuperaría su fortuna gracias a nuevos proyectos, en algunos de los cuales él y su esposa ―anteriormente Miss Robertson, una actriz muy popular― asumieron los papeles protagonistas. En 1875 regresó a Nueva York y allí estableció definitivamente su hogar, pero visitaba ocasionalmente Londres. En Nueva York contribuyó positivamente en la aprobación de la primera ley de derechos de autor en favor de las obras dramáticas de los Estados Unidos.[cita requerida] Durante un tiempo fue un firme defensor de la autonomía de Irlanda. Tras repudiar a su esposa y llevar a cabo otros supuestos acuerdos nupciales, cargando sobre sus hijos un inmerecido estigma, murió en Nueva York el 18 de septiembre de 1890. Boucicault estuvo casado dos veces. Tres hijos, Dion (n. 1859), Aubrey (n. 1868) y Nina, también llegarían a destacar en la profesión. Una de sus hijas se casó con John Clayton (1843-1889). Mr. Dion Boucicault, Jr. estuvo trabajando en la gestión del Court Theatre y en la del Criterion.

## Carrera teatral y literaria
Siendo aún joven se unió a Macready, e hizo su primera aparición en un escenario con Benjamin Webster en Bristol. Poco después comenzó a escribir obras de teatro, a veces a cuatro manos. Su primera obra dramática, que escribió antes de cumplir los 19 años, fue London Assurance, que tendría un éxito inmediato. El 4 de marzo de 1841, bajo el seudónimo de «Lee Morton», estrenó en el Covent Garden esta pieza en cinco actos, que, protagonizada por Charles Mathews (como Dazzle), W. Farren, James Anderson, Mrs. Nesbitt (como Lady Gay Spanker) y Madame Vestris (como Grace Harkaway), sigue siendo considerada a día de hoy una de las mejores obras teatrales de su tiempo, y resulta una obra extraordinaria para un hombre tan joven. Su rotundo éxito condicionaría su carrera. La trama era sencilla, pero ingeniosa; abundaba en situaciones cómicas; los diálogos eran vigorosos y enérgicos; no carecía de ingenio, y había tal vez más que suficientes de esas ligerezas y agradables impertinencias que el espectador medio prefiere al ingenio. A continuación, Boucicault produjo, en rápida sucesión, Old Heads and Young Hearts [Mentes ancianas y corazones jóvenes], Love in a Maze [Amor en un laberinto], Used Up [Agotado], Louis XI [Luis XI] y The Corsican Brothers [Los hermanos corsos]. En febrero de 1842 llevó al mismo teatro (el Covent Garden), con su nombre real, The Irish Heiress [La heredera irlandesa], y el 19 de septiembre al Haymarket Alma Mater, or a Cure for Coquettes. Siguieron Woman en el Covent Garden (2 de octubre de 1843) y Old Heads and Young Hearts en el Haymarket (18 de noviembre de 1844).

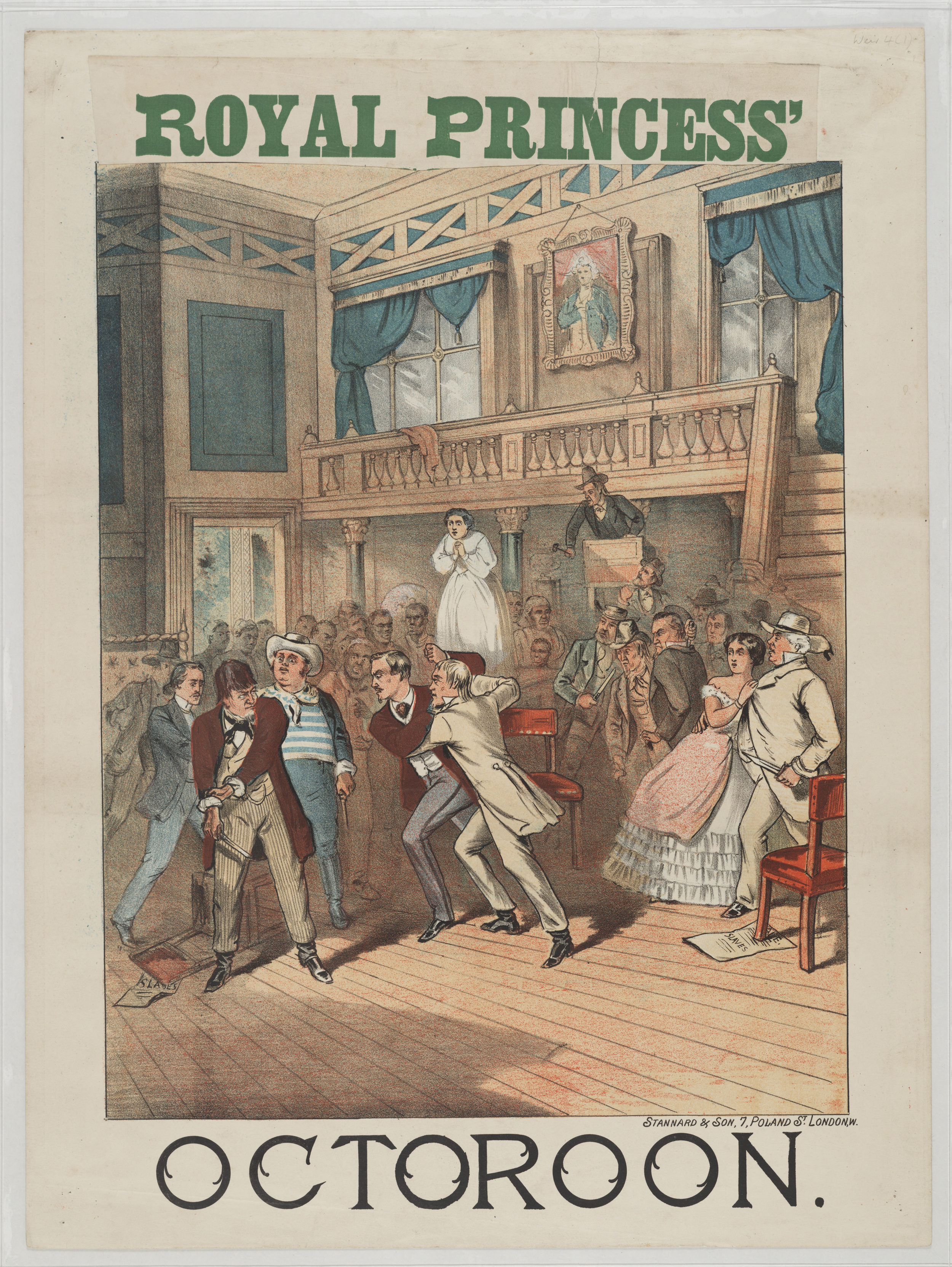
Cartel de la obra The Octoroon, impreso por Stannard & Son en 1862.

El 14 de junio de 1852 Boucicault hizo en el Princess's Theatre su primera aparición como actor, como el vampiro en su propia adaptación de la pieza homónima. Desde entonces sumaría la buena aceptación del actor a la reputación que previamente había adquirido como autor. Desde 1853 actuó, junto con su primera esposa, Miss Robertson, en Nueva York, volviendo ocasionalmente para supervisar la producción de piezas en el Drury Lane o el Adelphi. Tras su regreso a Inglaterra ―tras su prolongada estancia en los Estados Unidos― inició con su esposa, el 10 de septiembre de 1860, un compromiso con el Adelphi, interpretando a Myles-na-Coppaleen con la Eily O'Connor de Mrs. Boucicault en su drama más célebre, The Colleen Bawn, basado hasta cierto punto en la novela irlandesa The Collegians [Los universitarios], de Gerald Griffin. Esta pieza fue extraordinariamente exitosa, manteniéndose 360 noches en cartel; y de ella puede decirse que, si no la primera de una nueva escuela, al menos ha proporcionado una nueva designación descriptiva a la literatura dramática inglesa. La obra, una de las más exitosas de los tiempos modernos, fue representada en casi todas las ciudades del Reino Unido y los Estados Unidos, y generó para su autor una considerable fortuna, que perdería en la gestión de varios teatros de Londres. Fue incluso traducida al francés y puesta en escena en el Teatro del Ambigu de París. Boucicault produjo con posterioridad en el Adelphi otro drama "sensacionalista", The Octoroon [El mulato] (1861), cuya popularidad llegó a ser casi tan grande como la de The Colleen Bawn, y en la que interpretaba a Salem Scudder; The Dublin Boy (Le Gamin de Paris) fue puesta en escena el 10 de febrero de 1862, y The Life of an Actress [La vida de una actriz] el 1 de marzo. Dot (El grillo del hogar) estuvo en el Adelphi (14 de abril de 1862) y The Relief of Lucknow en el Drury Lane, del que fue gerente durante un tiempo. Como gerente del Anfiteatro Astley produjo (21 de enero de 1863) The Trial of Effie Deans. En 1864 el Teatro Saint James programó su Fox Chase, y ese mismo año Boucicault se asoció con Mr. Vining en el Princess's Theatre, y produjeron The Streets of London [Las calles de Londres] y Arrah-na-Pogue. Esta última, estrenada primero en Dublín y tal vez su mayor éxito, fue llevada al Princess's Theatre (22 de marzo de 1865), y traducida y representada en francés y otras lenguas. En ella, Boucicault interpretaba el papel de un cochero de Wicklow. Esta, y su admirable creación de Con en su obra The Shaughraun (estrenada en el Drury Lane en 1875), le valdrían la reputación de ser el mejor irlandés sobre los escenarios de su época. The Colleen Bawn y Arrah-na-Pogue han eclipsado un tanto sus producciones anteriores, y el público se inclina a considerarlo como un escritor únicamente de melodramas.
En 1868, después de un compromiso en Dublín, Mr. Boucicault manifestó su intención de retirarse de los escenarios y dedicarse exclusivamente a sus ocupaciones literarias. Sin embargo, a la postre dicha retirada resultaría ser solo temporal.
Todas sus obras postreras eran del tipo con el que había familiarizado al público. The Parish Clerk [El sacristán], escrita para Joseph Jefferson, fue llevada a Mánchester; The Long Strike, al Lyceum; The Flying Scud estuvo en la inauguración del Holborn Theatre, Hunted Down, en el Saint James, After Dark (1868) y Presumptive Evidence, en el Princess's Theatre, y Formosa en el Drury Lane. En 1870 llevó al Princess's Theatre Paul Lafarge, A Dark Night's Work y The Rapparee, y al Holborn Jezabel. Después de volver a visitar los Estados Unidos, apareció en el Gaiety en Night and Morning (4 de mayo), y fue Dennis Brulgruddery en una versión de John Bull. Seguirían Led Astray en 1874 y The Shaughraun en el Drury Lane en 1875.
Otras piezas, escritas en solitario o conjuntamente con Benjamin Webster, fueron A Lover by Proxy; Curiosities of Literature; Used Up; The Fox and the Goose; Caesar de Bazan, versión de Don César de Bazán; A School for Scheming; Confidence; The Knight of Arva; The Broken Vow (o L'Abbaye de Castro); The Willow Copse y The Queen of Spades (La Dame de Pique). Al Princess's Theatre llevó The Corsican Brothers [Los hermanos corsos], Louis XI [Luis XI] y Faust and Marguerite [Fausto y Margarita], y al Adelphi Prima Donna, Janet Pride, Genevieve y otras ingeniosas adaptaciones.
Su nombre aparece en unas cuantas obras, además de las ya mencionadas; se le debe la autoría de Babil and Bijou, estrenada en el Covent Garden el 29 de agosto de 1872, una extravaganza feérica que puede presumir de haber sido el espectáculo más escandalosamente costoso jamás llevado a los escenarios ingleses. El 2 de agosto de 1880 llevó al Haymarket A Bridal Tour [Un viaje de novios], una variación de Marriage [Matrimonio], montada en los Estados Unidos. Al mismo año pertenecen Forbidden Fruit [El fruto prohibido] y The O'Dowd. En 1881 produjo Mimi, y en 1886 The Jilt, su última aparición en Londres. También cabe mencionar The Willow Copse, The Vampire y Night and Morning.
Preocupado por asuntos sociales, escribió una discreta crítica sobre la esclavitud en The Octoroon.[cita requerida] En colaboración con Charles Reade escribió la novela Foul Play [Juego sucio], que sería posteriormente adaptada al teatro. En total escribió más de 300 piezas dramáticas; y como ejemplo ilustrativo de la facilidad con la que componía obras que ―hechas todas las deducciones― tienen un mérito considerable, se puede decir que una vez llegó a escribir a una Comisión Real que se encargaría de escribir obras para todos los teatros de Londres.
Como actor, Boucicault siempre fue muy popular, sin alcanzar la excelencia suprema en su vocación. Su carencia de un marcado talento histriónico era compensada, al menos en parte, por su agudo sentido del humor; y cualquiera que pueda haber sido su aptitud artística, lo cierto es que era inmensamente popular entre su público. Era un excelente actor, especialmente en papeles patéticos. Su personaje de Con en The Shaughraun fue tal vez su creación más lograda y divertida. Interpretó de manera muy conmovedora a sus héroes irlandeses, y su Kerry de Night and Morning (La Joie fait Peur) podría resistir la comparación con el Noel del original de M. Regnier. Sus dramas muestran escasa originalidad, estando casi sin excepción elaborados sobre alguna obra, pieza o novela ya existente, pero a menudo resultan muy ingeniosos en su construcción, y han gozado de gran popularidad; además, la caracterización no pocas veces resulta eficaz. Nunca han sido recopilados. Muchos de ellos están incluidos en los Acting National Drama de Webster, y en las recopilaciones de Lacy, French y Dicks. Las brillantes cualidades literarias e histriónicas de Boucicault no se apoyaban en ningún código moral riguroso.
Muy pocos autores han tenido un éxito tan constante, pero muy pocos poseen el conjunto de facultades y aptitudes que se unen en él para hacer del éxito casi una certeza. No solo es un experimentado dramaturgo y actor, sino que su conocimiento de todas las especialidades del teatro y de sus recursos es absoluto. Planifica y esboza sus propias escenografías e idea sus efectos escénicos. Selecciona la música adecuada, configura la acción de sus obras, instruye a los figurantes y al ballet. Ejercita y enseña a cada intérprete; y, verdaderamente, infunde en cada parte de sus obras un vigor y una vitalidad que rara vez encontramos en otros. Sería extraño que el resultado ofreciera dudas allá donde la capacidad y la experiencia se encuentran así aliadas con una labor incansable.

## Obras (selección)
- London Assurance (1841)
- The Bastile (1842)
- Old Heads and Young Hearts (Mentes ancianas y corazones jóvenes, 1844)
- The School for Scheming (Escuela para intrigar, 1847)
- Confidence (1848)
- The Knight Arva (El caballero Arva, 1848)
- The Corsican Brothers (Los hermanos corsos, 1852)
- The Vampire (El vampiro, 1852)
- Louis XI (1855)
- The Poor of New York (1857)
- The Octoroon (El mulato, 1859)
- The Colleen Bawn (1860)
- Arrah-na-Pogue (1864)
- The Streets of London (Las calles de Londres) (1864)
- Rip van Winkle, or The Sleep of Twenty Years (1866)
- After Dark: A Tale of London Life (1868)
- Babil y Bijou (1872)
- The Shaughraun (1874)
- Un viaje de novios (1880)
- Forbidden Fruit (El fruto prohibido, 1880)
- The O'Dowd (1880)
- Mimi (1881)
- The Jilt (1886)